# Edmund Dydyński
Edmund Dydyński herbu Gozdawa (ur. 1837 w Godowej, zm. 27 grudnia 1883) – polski oficer, powstaniec styczniowy, właściciel ziemski.

## Życiorys
Urodził się w 1837 w Godowej. Został oficerem Armii Cesarstwa Austriackiego. W 1859 był podporucznikiem 2 klasy utworzonego w tym roku 1859 w Krakowie zachodniogalicyjskiego ochotniczego batalionu strzelców. Był też oficerem 6 pułku piechoty hr. Coronini. Podczas powstania styczniowego służył w oddziale Mariana Langiewicza w stopniu majora kosynierów. Walczył w bitwie pod Grochowiskami. Potem powrócił na obszar Galicji i przez rok był konfiniowany.
Został wybrany do Rady c. k. powiatu sanockiego jako reprezentant grupy większych posiadłości w kadencji od około 1877 do około 1880, pełniąc w tym czasie funkcję zastępcy członka wydziału. Był członkiem C. K. Galicyjskiego Towarzystwa Gospodarskiego, od około 1872 należał do oddziału samborsko-staromiejsko-turzańskiego, od około 1873 do końca życia sanocko-lisko- brzozowsko-krośnieńskiego. Około 1873/1874 był członkiem C. K. Powiatowej Komisji Szacunkowej w Sanoku. Był też członkiem Rady Szkolnej.
Ożenił się z Zofią, córką Wincentego Morze, właściciele dóbr w Strachocinie, w tym tamtejszego dworu, a po jego śmierci w 1882 został dziedzicem tego majątku. Zmarł w styczniu lub 27 grudnia 1883. Jego córkami były Zofia i Kazimiera.